# Čudna zvezda
Čudna zvezda je kvarkovska zvezda, ki je sestavljena iz čudne kvarkovske snovi. Zvezde so del kategorije kvarkovskih zvezd.
Čudne zvezde bi lahko morda obstajale brez upoštevanja Bodmer–Wittenove predpostavke stabilnosti pri skoraj ničelnih temperaturah in tlakih, saj bi se lahko čudna snov izoblikovala in ostajala stabilna v skorji [nNevtronska zvezda|nevtronskih zvezd]] enako, kot bi lahko ostajala stabilna normalna kvarkovska snov. Takšne čudne zvezde bi imele naravno izoblikovano »rjasto« skorjo snovi nevtronske zvezde. Globina »rjaste« skorje je odvisna od fizikalnih pogojev in okoliščin celotne zvezde in značilnosti čudne snovi na splošno. Zvezde, ki so delno sestavljene iz kvarkovske snovi (vključujoč čudno snov) se imenujejo tudi hibridne zvezde.
Ta teoretična skorja čudne snovi je možna razlaga za hitre radijske izbruhe (FRB-je). To je še vedno teoretično, a obstajajo dobri argumenti, da je zrušitev teh čudnih zvezdnih skorij lahko izvor FRB-jev.